# Dictator postulatus
Dictator postulatus là một loài bọ cánh cứng trong họ Cerambycidae.